# Antoculeora
Antoculeora is een geslacht van vlinders van de familie Uilen (Noctuidae), uit de onderfamilie Plusiinae.

## Soorten
- A. locuples Oberthür, 1881
- A. lushanensis Chou & Lu, 1978
- A. minor Chou & Lu, 1979
- A. ornatissima Walker, 1858